# Metal precioso

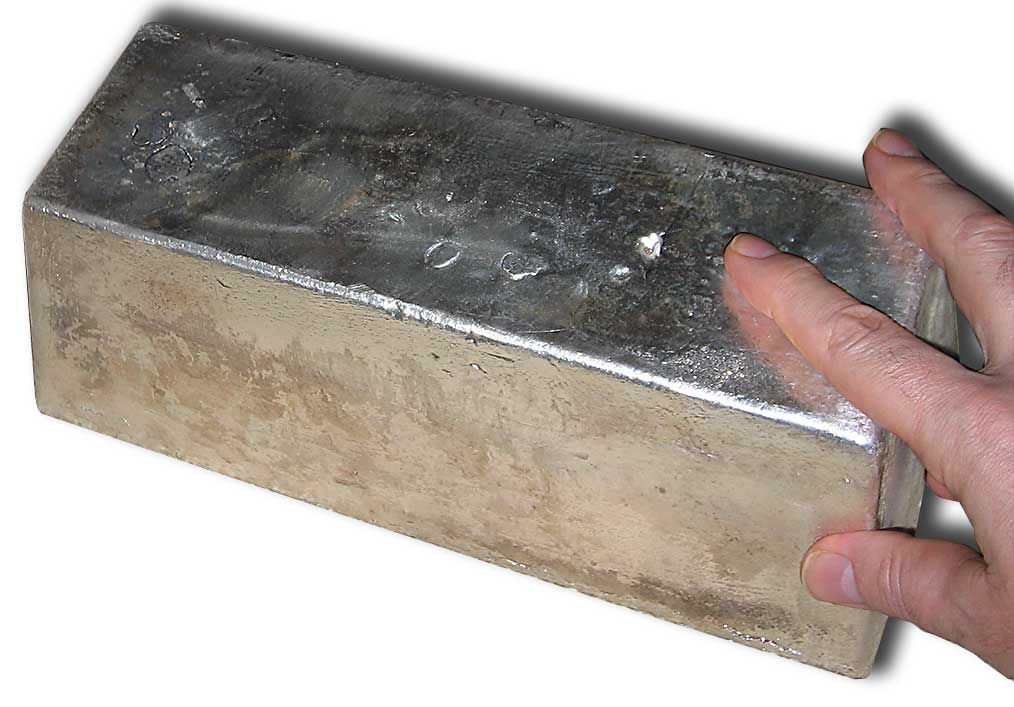
Lingote de plata

Se suelen denominar metales preciosos aquellos metales que se encuentran en estado libre en la naturaleza, es decir, que no se encuentran combinados con otros elementos formando compuestos. Por ejemplo, el oro es bastante frecuente encontrarlo en forma de pepitas en los depósitos aluviales originados por la disgregación de las rocas donde se encuentra incluido.
En joyería, los metales preciosos suelen ser el oro (Au), la plata (Ag), el platino (Pt), el rodio (Rh) y el paladio (Pd) —en algunos casos también se suelen incluir el rutenio (Ru), el osmio (Os) y el iridio (Ir)—. Es precisamente por esta poca tendencia a reaccionar por lo que se usan, desde muy antiguo, en joyería. 
Una de las características fundamentales de una joya es su durabilidad; por esta razón se usan los materiales más nobles conocidos. A veces, los metales nobles no presentan todas las cualidades mecánicas que serían deseables para su uso en orfebrería, joyería o bisutería, por eso se usan aleaciones.

## Aleaciones usadas en joyería

### Aleaciones de platino
El platino, metal precioso de color blanco/gris, brillante, y muy poco utilizado hoy día en joyería debido a su alto precio y la poca cantidad de joyeros especializados que lo sepan trabajar. Hace unos años, se utilizaba para montar piedras de alto valor. Es muy dúctil, sólo superado por el oro y la plata y se puede estirar en alambres o planchas muy finas. 
Es bastante blando y se puede rayar con facilidad si previamente no se le ha laminado. Si se alea con oro se vuelve frágil. Con paladio se endurece, relativamente, y con iridio queda en un término medio.

### Aleaciones de oro
El oro de 750 milésimas es una aleación de 750 partes (3/4) de oro fino con 250 partes (1/4) de otro u otros metales, (plata, cobre, etc.) para proporcionarle cualidades mecánicas que el oro puro no presenta, como rigidez, solidez y color. Este porcentaje de oro en la aleación se conoce también como oro de 18 quilates.

#### Los colores del oro
Normalmente se ignora que con el oro aleado se puede obtener diferentes colores. Las fórmulas presentadas a continuación son para oro de 18 quilates.
- Oro amarillo: Aleación que tiene, por cada 1000 g de la misma, 750 g de oro fino, 125 g de plata fina y 125 g de cobre.
- Oro rojo: Aquí las proporciones son 750 g de oro fino y 250 g de cobre.
- Oro rosa: El contenido de 1000 g presenta 750 g de oro fino 50 g de plata fina y 200 g de cobre.
- Oro blanco: Por cada 1000 g de oro blanco hay 750 g de oro fino y de 100 a 160 g de paladio. El resto es de plata fina. El paladio puede ser sustituido por níquel.
- Oro gris: En 1000 g de oro gris hay 750 g de oro fino y alrededor de 150 g de níquel. El resto es de cobre.
- Oro verde: En 1000 g de oro verde hay 750 g de oro fino y 250 g de plata.
- Oro azul: En 1000 g de oro azul hay 750 g de oro fino y 250 g de hierro.

### Aleaciones de plata
La plata se trabaja normalmente en 925 milésimas. La plata se puede alear con todos los metales de bajo punto de fusión, como el zinc, (Zn), estaño, (Sn), etc. En joyería la aleación más común suele ser: plata/cobre. Uno de los problemas de las aleaciones de plata es su oscurecimiento, esto debido a la reacción de la plata ante el azufre atmosférico. La aleación: plata, paladio, oro ha mostrado buen resultado clínico en usos odontológicos, siendo la plata el metal más abundante en estas aleaciones.

### Aleaciones de paladio
El paladio presenta un color blanco. A mitad de camino entre el platino y la plata. Es algo más duro que el platino y menos dúctil. No se oxida con el aire y es el elemento del grupo del platino de menor densidad y menor punto de fusión. Es blando y dúctil al templarlo, aumentando considerablemente su dureza y resistencia al trabajarlo en frío. Es utilizado en joyería para las aleaciones de oro blanco.

### Aleaciones de rodio
El rodio es un metal de color blanco parecido al del aluminio. Se puede alear con otros metales con facilidad. Su uso en la joyería se limita a los baños de rodinado que se da al oro blanco o platino. Usualmente, el oro blanco es galvanizado con una capa externa de rodio de 0.05 a 0.5 micrómetros de espesor. Debido a ese espesor tan reducido, los rayones en esta capa suelen ser muy frecuentes. Esto provoca la oxidación y el debilitamiento, aún más, de la capa de rodio. Lo ideal sería una capa de 2.0 μm para que dure más tiempo. Una joya de oro blanco con rodio puede ser chapada de nuevo en algunas joyerías.

### Otros metales utilizados en joyería
En joyería además de los metales anteriormente citados se usan también, para la elaboración de distintas aleaciones, el titanio (Ti), aluminio (Al), cobalto (Co), níquel (Ni), zinc (Zn), rutenio (Ru), cadmio (Cd), estaño (Sn), mercurio (Hg), plomo (Pb), iridio (Ir), cobre (Cu), etc.

## Aluminio
Un metal inicialmente precioso que se volvió común es el aluminio. Si bien el aluminio es el tercer elemento más abundante y el metal más abundante en la corteza terrestre, al principio se descubrió que era extremadamente difícil extraer el metal de sus diversos minerales no metálicos. El gran gasto de refinar el metal hizo que la pequeña cantidad disponible de aluminio puro fuera más valiosa que el oro. Las barras de aluminio se exhibieron en la Exposición Universal de París (1855), y los invitados más importantes de Napoleón III recibieron cubiertos de aluminio, mientras que los menos dignos cenaron con mera plata. En 1884, la piedra angular piramidal del Monumento a Washington se fundió con 100 onzas de aluminio puro. En ese momento, el aluminio era tan caro como la plata.